# Стриганцы (Львовская область)
Стриганцы (укр. Стриганці) — село в Стрыйской городской общине Стрыйского района Львовской области Украины.
Население по переписи 2001 года составляло 581 человек. Занимает площадь 8,2 км². Почтовый индекс — 82429. Телефонный код — 3245.